# エドウィナ・マウントバッテン
ビルマのマウントバッテン伯爵夫人エドウィナ・シンシア・アネット・マウントバッテン（Edwina Cynthia Annette Mountbatten, Countess Mountbatten of Burma, CI, GBE, DCVO, GCStJ、1901年11月28日 - 1960年2月21日）は、イギリスのソーシャライトである。ビルマのマウントバッテン伯爵ルイス・マウントバッテンの妻であり、最後のインド総督夫人である。

## 血縁関係と若年期

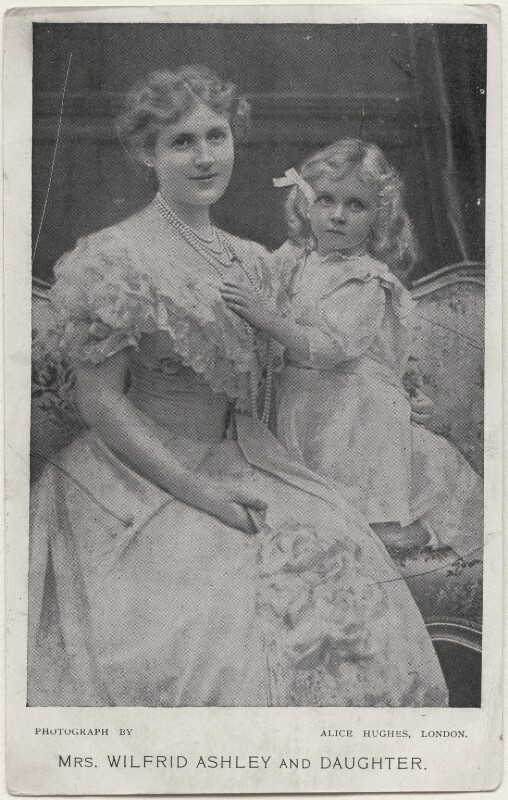
母とエドウィナ（1907年頃）

エドウィナ・シンシア・アネット・アシュリー(Edwina Cynthia Annette Ashley)は1901年11月28日に、当時保守党の国会議員で、後に初代マウントテンプル男爵となるウィルフリッド・アシュリーの長女として生まれた。妹にメアリー・アシュリーがいる。社会改良運動家のアントニー・アシュリー＝クーパーの父系の曾孫に当たる。母アマリア・メアリー・モード・カッセル(Amalia Mary Maud Cassel, 1879-1911)は資産家アーネスト・カッセルの一人娘であり、エドウィナはアーネストのロンドンでの邸宅ブルック・ハウスで生まれた。カッセルはケルン出身のユダヤ人で、当時ヨーロッパで最も裕福な人物の一人だった。
実母アマリアが1911年に死去した後、父ウィルフリッドは1914年にモリー・フォーブス＝センピルと再婚した。その後、エドウィナは寄宿学校（最初はイーストボーンのリンクス、次にサフォークのアルデ・ハウス）に送られたが、授業にはあまり出なかった。この時期のエドウィナは不幸だった。継母との関係が険悪であっただけでなく、祖父が裕福なユダヤ系ドイツ人であることから学校でいじめられたためである。後にエドウィナは、学校での経験を「全くの地獄だった」と書いている。この問題の解決のため、エドウィナは母方の祖父アーネスト・カッセルの下で生活することになり、後にアーネストのロンドンでの邸宅ブルック・ハウスのホステスを務めた。

## 結婚と子供

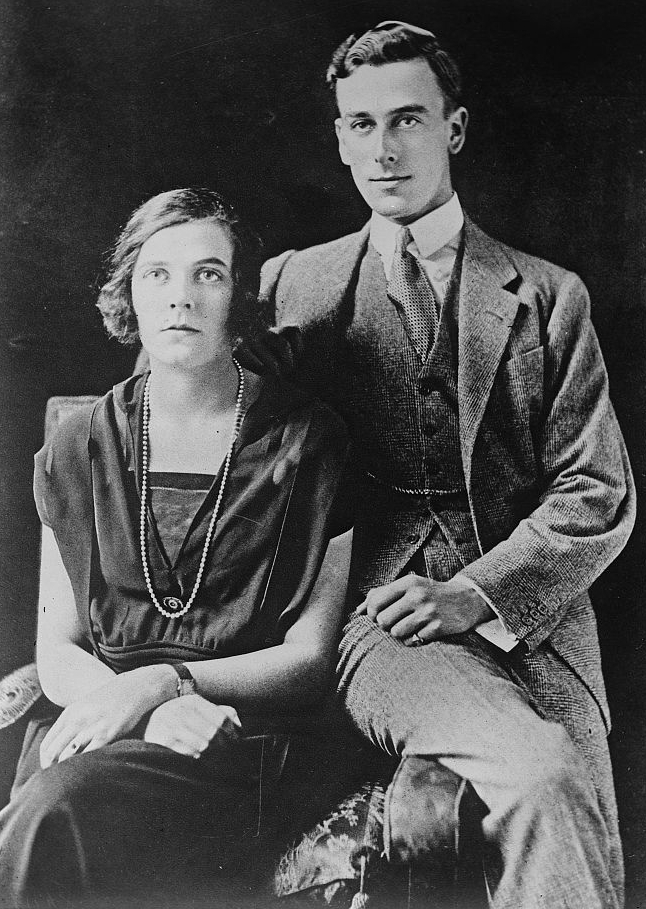
結婚初期のマウントバッテン夫妻

アーネスト・カッセルの下で、エドウィナはロンドン社交界の主要メンバーとなっていた。1920年、エドウィナは、イギリス王室の親戚でロシア皇后アレクサンドラの甥である海軍軍人のルイス・マウントバッテンと初めて出会った。1921年9月にアーネスト・カッセルが死去し、エドウィナは200万ポンド（2021年の物価換算で9440万ポンド、約18億円）とロンドンの豪邸ブルック・ハウスを相続した。なお、当時のルイス・マウントバッテンの給与は年間610ポンド（2021年の物価換算で28791ポンド、約550万円）だった。

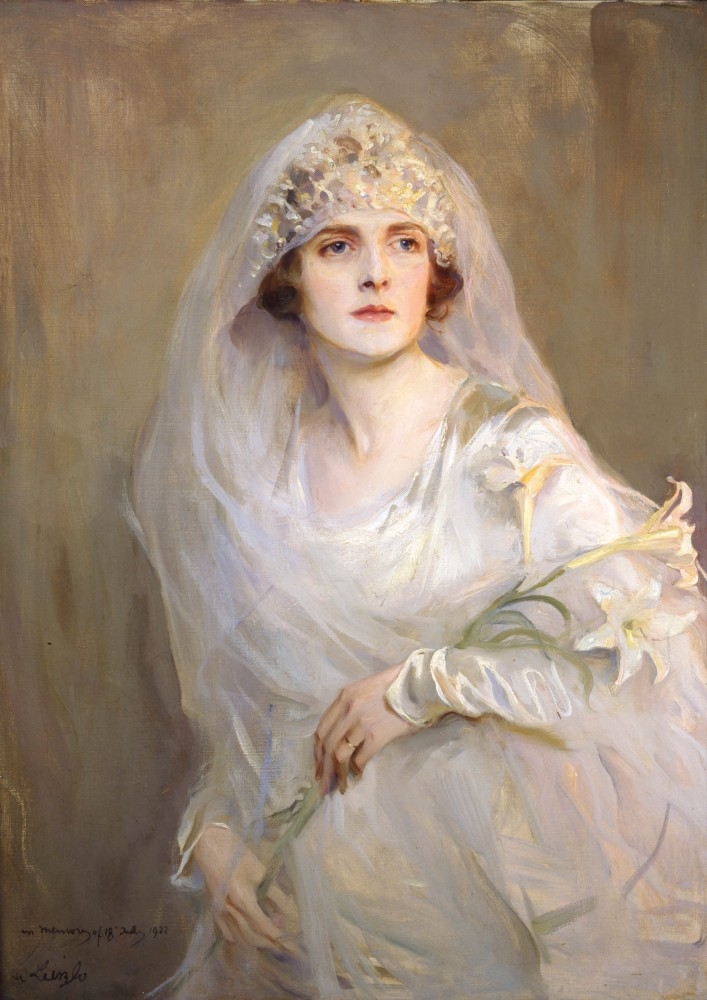
ウェディングドレスを着たエドウィナ・アシュリー（1923年、フィリップ・ド・ラースロー画）

1922年7月18日、エドウィナとルイス・マウントバッテンはウェストミンスターの聖マーガレット教会で結婚式を挙げた。結婚式には、メアリー王妃、アレクサンドラ王太后、エドワード王太子（後のエドワード8世）などのイギリス王族を含む8千人以上が参列した。この結婚式は「この年を代表する結婚式」（ウェディング・オブ・ザ・イヤー）と呼ばれた。その後、ハネムーンでは、ヨーロッパ各国の王室とアメリカを訪問した。カリフォルニアでは、チャールズ・チャップリンがマウントバッテン夫妻のために"Nice and Friendly"という非公開の短い映画を即興で製作した。
マウントバッテン夫妻には、パトリシア（1924年2月14日 - 2017年6月13日）とパメラ（1929年4月19日 - ）という2人の娘がいた。
ドリュー・ピアソンは1944年に、エドウィナを「イギリスで最も美しい女性の一人」と評した。
エドウィナは結婚生活中を通して不倫をしていたことで知られており、それを夫にもほとんど隠していなかった。夫も妻の愛人の存在に気づいたが、彼はそれを受け入れ、そのうちの何人かとは友人となっている。娘のパメラは回想録で、母は「男好き」であり、数多くいた母の愛人は次第に「親戚のおじさん」のようになっていったと述べている。パメラは回想録で、エドウィナは子供たちの母親であることよりもその時付き合っている愛人と世界中を旅行することを好む、子供の前にはめったに姿を見せない母親であったと記している。インド首相ジャワハルラール・ネルーとの関係は広く知られており、夫もインドとの同盟関係強化につながるとして、むしろ喜んでいたという。一方、夫ルイスも小説『ジジ』の主人公のモデルとして広く知られるヨラ・ルテリエと交際していたが、エドウィナは交際直後にヨラと対面しており、意気投合して友人となった。
義姉（夫の兄ジョージ・マウントバッテンの妻）のナデジダとは非常に仲の良い親友で、しばしば2人で世界中の様々な危険地帯、難所を冒険する旅行に出かけており、2人の間柄を同性愛だとする噂がささやかれていた。

## 第二次世界大戦
第二次世界大戦勃発後の1941年、マウントバッテンはアメリカを訪問し、英国赤十字社やセント・ジョン救急旅団のための資金調達に尽力したことに感謝の意を表した。1942年、マウントバッテンはセント・ジョン救急旅団の総指揮者(Superintendent-in-Chief)に任命された。1945年には東南アジアにおける捕虜の送還を支援した。
1943年に大英帝国勲章コマンダー(CBE)を、1946年にロイヤル・ヴィクトリア勲章デイムコマンダー(DCVO)を受章した。また、アメリカ赤十字社からの勲章も受章している。

## インド総督夫人

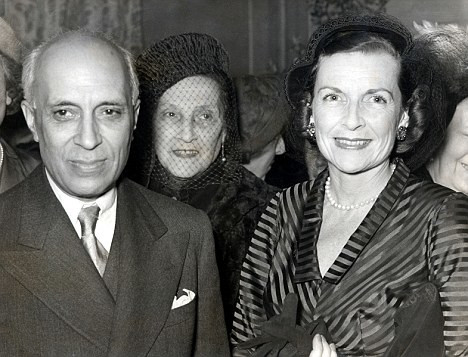
ジャワハルラール・ネルー（左）とマウントバッテン（右）（1951年）

戦後の1947年2月21日に夫ルイス・マウントバッテンはインド副王兼総督に就任した。同年8月にインド・パキスタン分離独立を迎えた後はインド連邦総督となり、1948年6月21日にインド人のチャクラヴァルティー・ラージャゴーパーラーチャーリーに後を譲って退任したため、マウントバッテンが最後のイギリス人のインド総督となった。エドウィナは、最後のインド総督夫人となる（ラージャゴーパーラーチャーリーは総督就任前に妻と死別している）。
この時期に、エドウィナとインド初代首相ジャワハルラール・ネルーは真剣な交際をしていた。この恋愛が成就したのかは定かではないが、2人が互いに好意を持っていたのは周囲の目からも明らかであり、様々な憶測が生まれた。
エドウィナの娘パメラの2012年の著書"Daughter of Empire: Life as a Mountbatten"の中では、母とネルーの間にロマンスがあったことを認めている。
イギリスの歴史家フィリップ・ジーグラーは、エドウィナの私的な手紙や日記を分析した上で、2人の関係について次のように述べた。
（2人の関係は）エドウィナ・マウントバッテンが亡くなるまで続いた。それは、激しい愛であり、ロマンチックで、信頼し合い、寛大で、理想主義的で、スピリチュアルでもあった。肉体的な要素があったとしても、それはそれぞれにとって些細なことであっただろう。（夫の）マウントバッテンの反応は歓喜だった。彼はネルーのことが好きで尊敬しており、首相が総督公邸でそのような魅力を見つけたことは、マウントバッテンにとって有益であったし、エドウィナの機嫌が常に良いのは好ましいことだった。この同盟の利点は明白だった。

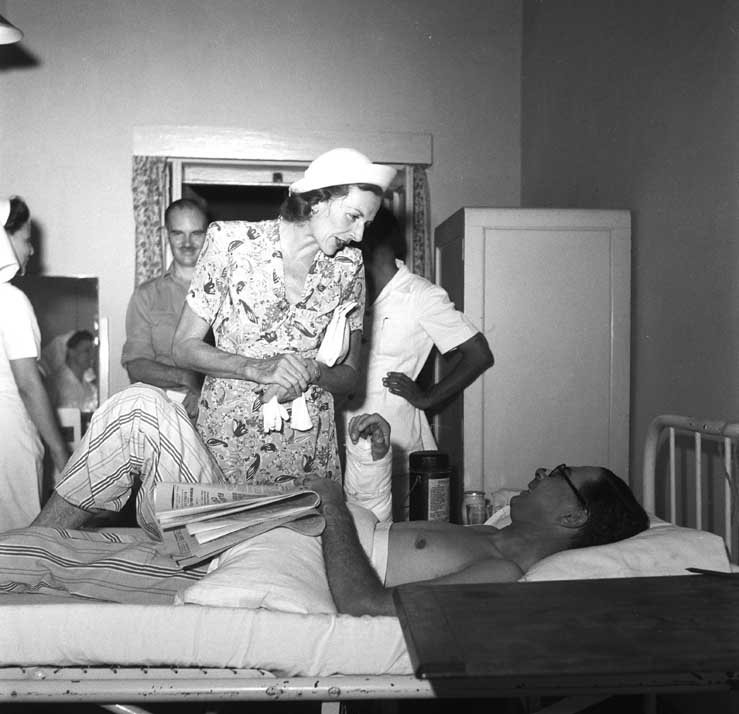
デリーの警察病院にて（1947年）

1947年10月28日に夫がビルマのマウントバッテン伯爵に叙されたため、エドウィナも伯爵夫人と呼ばれるようになった。インド分割後の激しい混乱の中でエドウィナが最優先にしたのは、必要とされた莫大な救援活動の動員であり、その行動は称賛された。
夫がインド総督としての役目を終えた後も、エドウィナはセント・ジョン救急旅団の任務を継続した。1949年には、労働者階級に健康と体力を維持するための機会を提供する社会実験であるペッカム実験の代表を務めた。

## 死去
エドウィナ・マウントバッテンは1960年2月21日、セント・ジョン救急旅団の活動の視察のために訪れていた北ボルネオ直轄植民地のジェッセルトン（現 マレーシア・サバ州コタキナバル）において睡眠中に死去した。58歳だった。死因は不明である。
遺体は生前の本人の希望により、1960年2月25日にハンプシャー州ポーツマス沖において駆逐艦「ウェイクフル」から、カンタベリー大主教ジェフリー・フィッシャーの立ち会いのもとで水葬に付された。それを聞いたエリザベス王太后は、「親愛なるエドウィナ、あなたはいつも人を驚かせるのが好きでしたね」とコメントした。インドのネルー首相は、ポーツマスに駐留していたインド海軍のフリゲート「トリシュル」に対し、「ウェイクフル」の護衛をして艦上から花環を投げるよう指示した。
エドウィナの遺産の評価額は589,655ポンド（2024年の物価換算で14,445,300ポンド、約28億円）だった。

## 栄誉
- ロイヤル・ヴィクトリア勲章 デイム・コマンダー (DCVO) - 1946年1月1日[28]
- エルサレムの聖ヨハネ病院勲章（英語版） デイム・グランド・クロス(GCStJ) - 1946年1月1日[29]（コマンダー(CStJ) - 1928年12月19日[30]）
- インド王冠勲章（英語版）(CI) - 1947年2月21日
- 大英帝国勲章 デイム・グランド・クロス(GBE) - 1948年1月1日[31]（コマンダー(CBE) - 1943年1月1日）
- Service Medal of the Order of St John
- ジョージ5世国王シルバー・ジュビリー・メダル（英語版）[32]
- ジョージ6世国王戴冠メダル（英語版）[32]
- エリザベス2世女王戴冠メダル（英語版）[33]

## 大衆文化において
以下の人物がエドウィナ・マウントバッテンの役を演じている。
- ジャネット・サズマン（1986年のテレビドラマ"Lord Mountbatten: The Last Viceroy"
- マリア・エイトケン（英語版）（1998年のムハンマド・アリー・ジンナーの伝記映画"Jinnah"） - Jinnah (1998) - IMDb（英語）
- ジリアン・アンダーソン（2017年の映画『英国総督 最後の家』）[34]
- ルーシー・ラッセル（英語版）（2017年のテレビドラマ『ザ・クラウン』シーズン2）[35]